# La Vieille-Lyre
La Vieille-Lyre är en kommun i departementet Eure i regionen Normandie i norra Frankrike. Kommunen ligger i kantonen Rugles som tillhör arrondissementet Évreux. År 2022 hade La Vieille-Lyre 653 invånare.

## Befolkningsutveckling
Antalet invånare i kommunen La Vieille-Lyre
Referens:INSEE